# دهستان سوره-یانی
دهستان سوره-یانی (به لاتین: Suure-Jaani Parish) یک دهستان در استونی است که در شهرستان ویلیاندی واقع شده‌است.

## خصوصیات
دهستان سوره-یانی ۷۴۲٫۸۳ کیلومترمربع مساحت و ۶٬۱۷۸ نفر جمعیت دارد.